# Zenaida Yanowsky

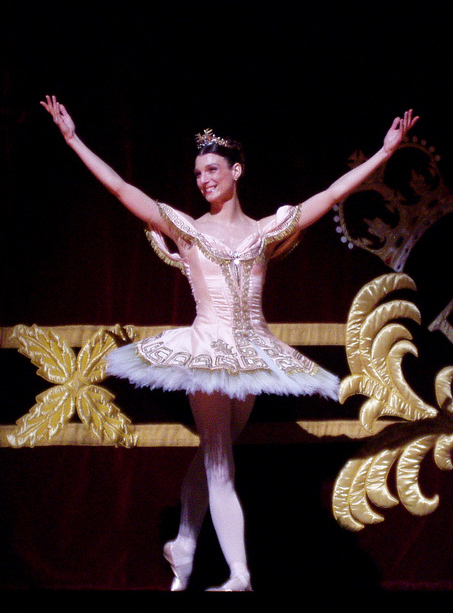
Zenaida Yanowsky interpreta Sylvia

Zenaida Yanowsky, Lady Keenlyside (Lione, 23 dicembre 1975) è una ballerina spagnola di origine russa, ex Prima ballerina con il Royal Ballet a Londra.

## Biografia
Yanowsky è nata a Lione, Francia, dove i suoi genitori, il ballerino russo Anatol Yanowsky e la ballerina spagnola Carmen Robles, erano entrambi ballerini del Ballet de l'Opéra de Lyon. È la sorella dell'ex primo ballerino del Boston Ballet, Yury Yanowsky e della ballerina del Royal New Zealand Ballet, Nadia Yanowsky. Successivamente, la famiglia si stabilì a Las Palmas de Gran Canaria, dove i suoi genitori fondarono una scuola di ballo. Anche se la Yanowsky, insieme ai suoi fratelli, ha preso lezioni di danza alla scuola dei suoi genitori, è stato solo quando ha compiuto 14 anni che ha deciso di diventare una ballerina professionista.

## Carriera
Dopo aver vinto la medaglia d'argento al Varna International Ballet Competition nel 1991, ha ricevuto un invito a un'audizione per il Balletto dell'Opéra di Parigi ed è entrata a far parte della compagnia lo stesso anno. Nel 1993 ha vinto la medaglia d'oro all'Eurovision Young Dancers e nel 1994 la medaglia d'oro al USA International Ballet Competition svoltosi a Jackson. Nell'autunno del 1994, dopo aver lasciato il Balletto dell'Opera di Parigi all'inizio dell'anno, si è unita al Royal Ballet. È stata promossa allo status di Prima ballerina nel 2001.
Nel giugno 2002 ha eseguito il "Black Swan" pas de deux con Roberto Bolle a Buckingham Palace come parte del 'Prom at the Palace', un evento organizzato per celebrare il Giubileo d'oro di Elisabetta II.
Nel 2003, ha vinto il premio Best Female Dancer ai Critics' Circle National Dance Awards e nel 2005 è stata votata Dancer of the Year dai lettori della rivista Dance Europe. Per il suo lavoro creativo le è stato assegnato nel 2012 il Premio Nazionale di Danza di Spagna.
Si è ritirata come membro permanente della compagnia alla fine della stagione 2017.
È tornata nel 2020 come coach, per la stagione.

### Carriera e repertorio

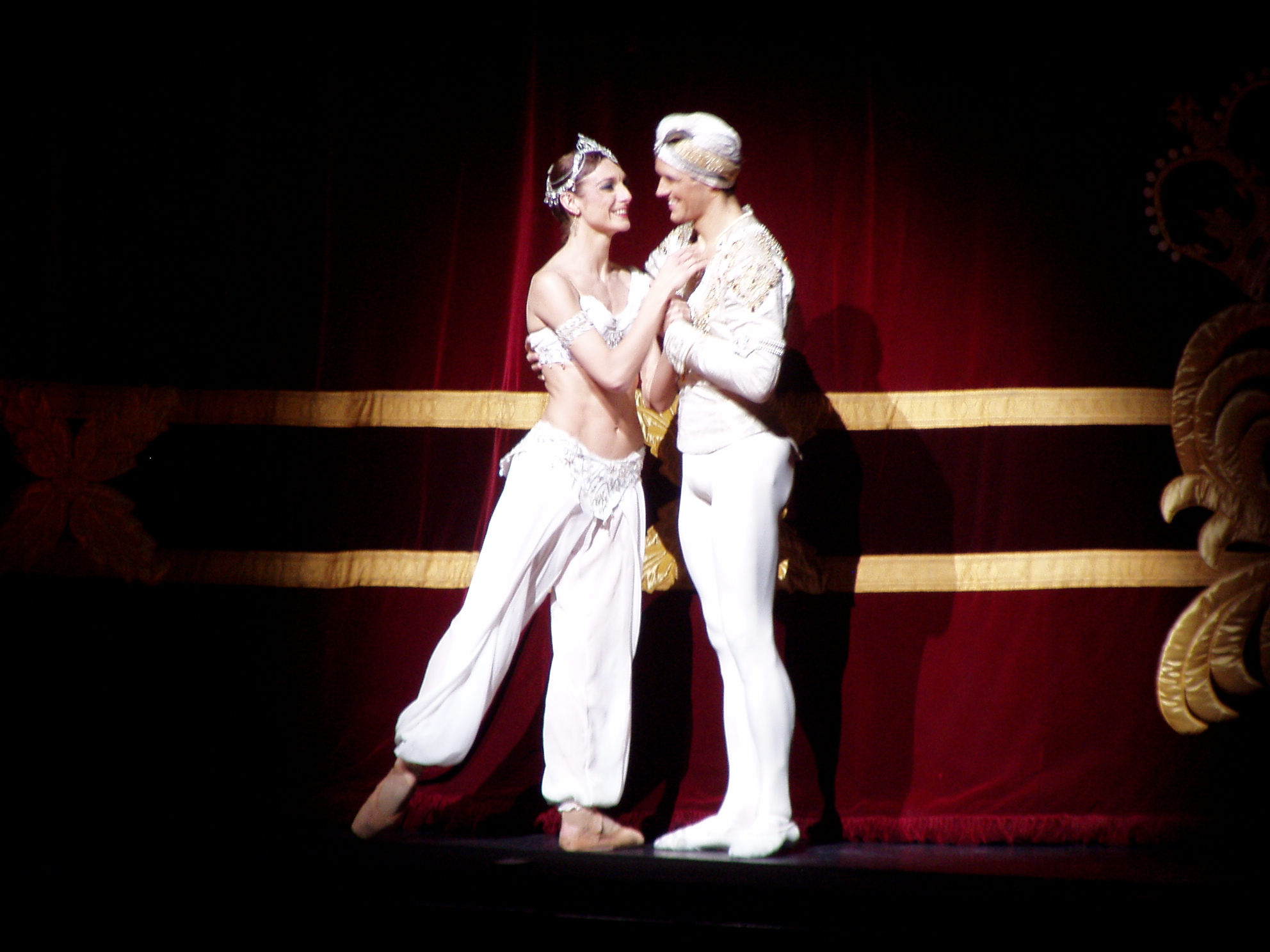
La Bayadère, Zenaida Yanowsky e Roberto Bolle

Ha interpretato molti ruoli nel repertorio classico del XIX secolo, tra cui: Odette / Odile nel Lago dei cigni, Lilac Fairy & Carabosse in  La bella addormentata, Sugar Plum Fairy in Lo Schiaccianoci, Nikiya & Gamzatti in La Bayadère e Myrtha in Giselle. Si è anche esibita in molti balletti coreografati dai più importanti coreografi del Royal Ballet, Sir Frederick Ashton e Sir Kenneth MacMillan. I suoi ruoli con Ashton includono: il ruolo della protagonista in Sylvia, Lady Elgar in Enigma Variations, Natalia Petrovna in A Month in the Country, Marguerite in Marguerite and Armand, Josephine in Wedding Bouquet e Monotones II. I suoi ruoli con MacMillan includono: il ruolo principale in Manon, l'imperatrice Elisabetta in Mayerling, l'Eletta in La sagra della primavera e la Sorella maggiore in My Brother, My Sisters. Si è anche esibita in molti balletti di George Balanchine, tra cui la Sirena in Prodigal Son, Tersicore in  Apollo, Jewels, Agon, Symphony in C, Serenade, The Four Temperaments e Stravinsky Violin Concerto. I suoi altri ruoli includono la Hostess in Les Biches e la Sposa in Les Noces (entrambe coreografate da Bronislava Nijinska) e la Regina Nera in Checkmate (di Dame Ninette de Valois).

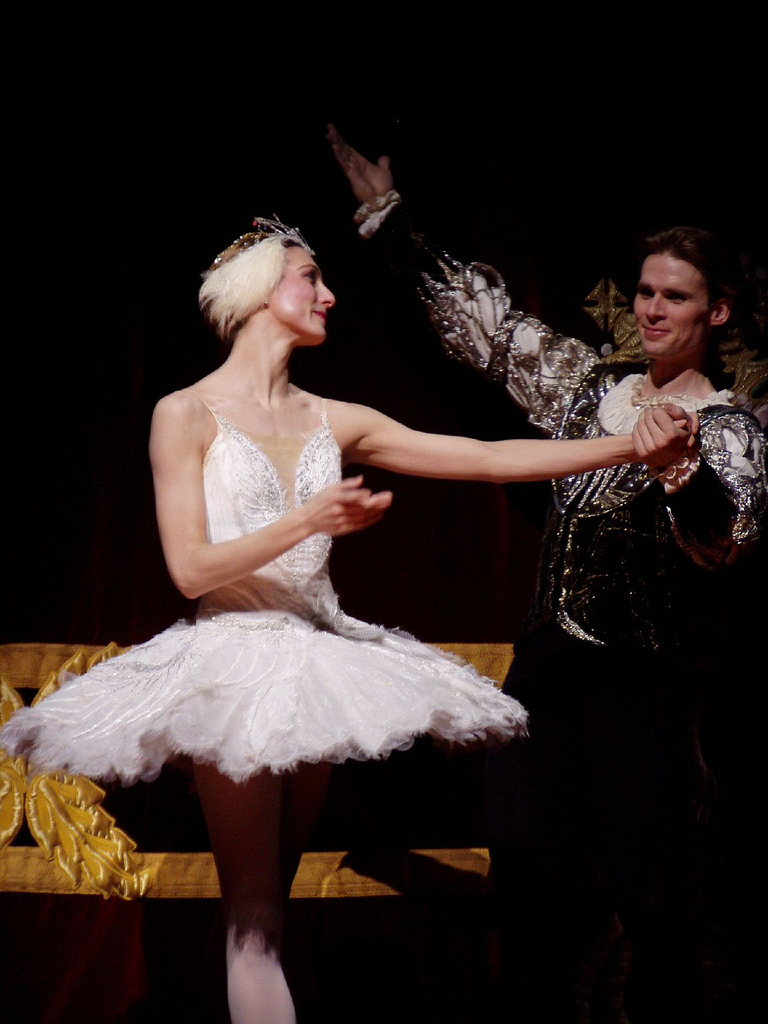
Il lago dei Cigni

Ha anche creato ruoli e lavorato con molti coreografi contemporanei. Nella stagione 2006/07 del Royal Ballet, ha creato un ruolo in DGV: danse a grande vitesse di Christopher Wheeldon e Anna II nella nuova produzione dei Sette peccati capitali di Will Tuckett. Nella stagione 2007/08, ha lavorato di nuovo con Wheeldon e ha creato un ruolo in Electric Counterpoint. Il suo ruolo di maniacale Regina di Cuori in  Alice nel Paese delle Meraviglie di Christopher Wheeldon, ha attirato scroscianti applausi sia dalla critica che dal pubblico ed è spesso vista su YouTube. Ha creato il ruolo di Paulina nel balletto 2014 di Christopher Wheeldon The Winter's Tale.
È presente nei cortometraggi sul ballo Duet e Sandman (diretto da The Brothers Quay e Will Tuckett e coreografato da Will Tuckett per Channel 4). Nel 2005, ha recitato nel film Riot at the Rite della BBC2 nei panni di Maria Plitz, che ha ballato come l'Eletta nella première della Sagra della primavera nel 1913 a Parigi.

## Vita privata
Ha sposato il baritono britannico Simon Keenlyside nell'agosto 2006. Hanno due figli, un maschio, Owen, e una femmina, Iona. Suo marito è stato nominato cavaliere nel 2018, conferendo alla Yanowsky il titolo di "Lady Keenlyside".